# Сестра Анджелика
«Сестра Анджелика» (итал. Suor Angelica) — одноактная опера Дж. Пуччини, вторая часть «Триптиха».

## Действующие лица
- Сестра Анджелика (сопрано)
- Герцогиня (контральто)
- Аббатиса (меццо-сопрано)
- Наставница послушниц (меццо-сопрано)
- Сестра Дженовьева (сопрано)
- Сестра Осмина (сопрано)
- Сестра Дольчина (сопрано)
- Сестра милосердия (сопрано)

Нищенствующие монахини (все сопрано), послушница (меццо-сопрано), служки (сопрано).

## Сюжет
Действие происходит в Италии в конце XVII века.
Анджелика — девушка из знатной семьи, которую после рождения внебрачного сына помещают в монастырь.
Спустя семь лет, её тетка, герцогиня, приехавшая в монастырь, дабы убедить Анджелику отказаться от наследства, сообщает монахине о смерти её ребёнка. Потрясённая известием, Анджелика принимает яд, и в предсмертном бреду чудится ей, что Мадонна возвратила ей сына.

## Постановки в России
В 2007 году опера была поставлена в Театре «ГИТИС» в качестве дипломной работы курса режиссёра Р. Г. Виктюка. Роли исполнили: Сестра Анджелика — Надежда Карязина, Герцогиня — Юлия Россикова, Настоятельница монастыря — Алиса Колосова, Аббатиса — Светлана Сандракова, Дольчина — Анна Подсвирова, Елена Ефремова, Наставница послушниц — Олеся Петровская, Осмина — Карина Аванесова, Дженовьева — Екатерина Сычева, Сестра милосердия — Мария Матто. Режиссёр Дмитрий Касимов. Опера с успехом шла на сцене Театра «ГИТИС» в 2007—2008 годах, стала победителем фестиваля «Столичный ренессанс» (недоступная ссылка) в номинациях «Лучший спектакль», «За лучшее музыкальное оформление спектакля», «Лучшая женская роль первого плана» (Надежда Карязина). В 2008 году стала участником Фестиваля «Балтийские сезоны» г. Калининград в номинации «Будущее театра».